# Sezimovo Ústí
Sezimovo Ústí (deutsch Alttabor) ist eine Stadt mit 7233 Einwohnern (2018) in Tschechien. Sie liegt vier Kilometer südlich von Tábor rechts der Lainsitz und gehört zum Okres Tábor. Die Katasterfläche beträgt 953 ha.

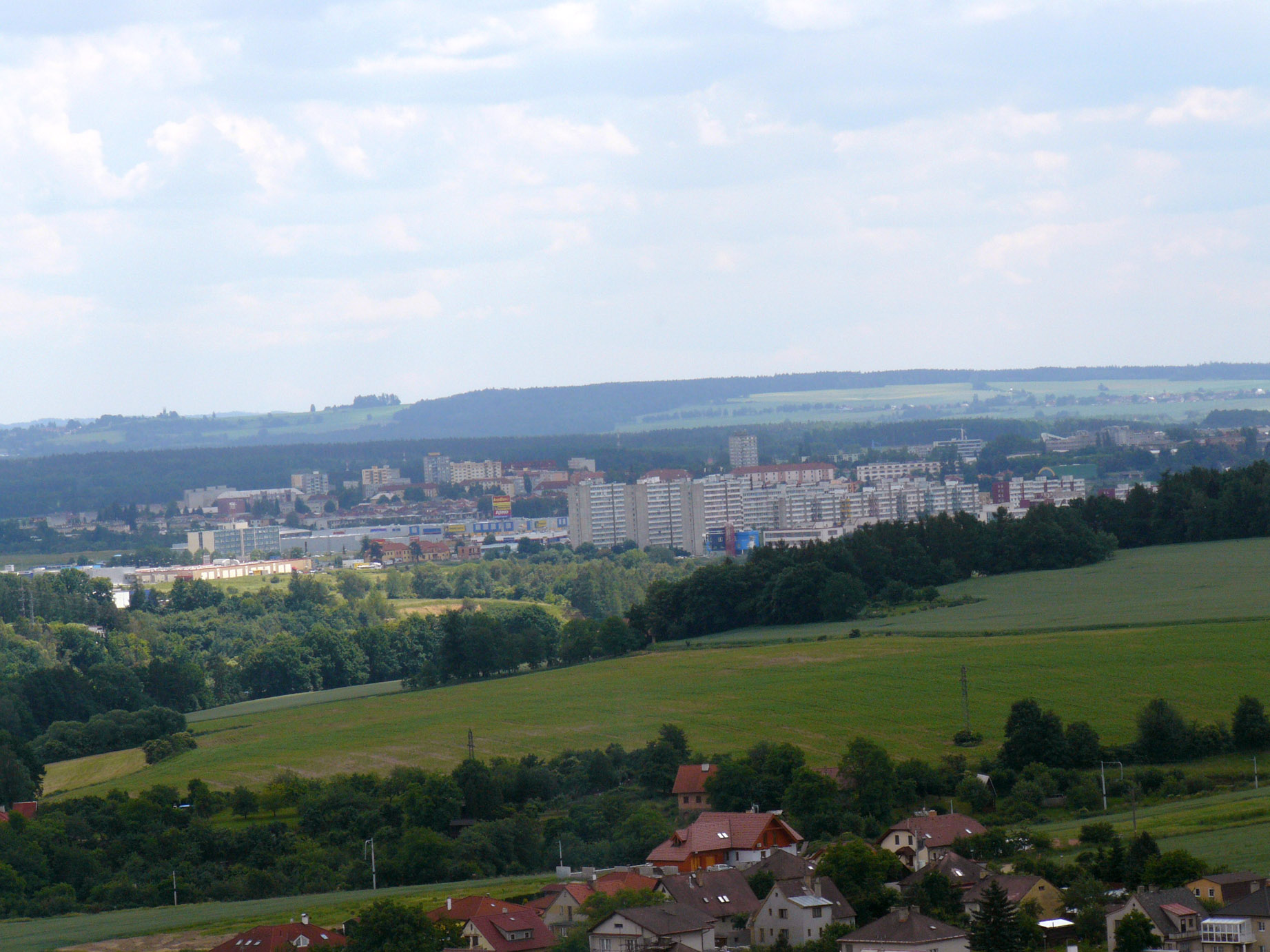
Ortsansicht

## Geographie
Die Stadt befindet sich in 399 m ü. M. an der Einmündung des Kozský potok in die Lainsitz am Übergang der Wittingauer Pfanne zum Wlaschimer Hügelland. Durch Sezimovo Ústí führt die Eisenbahn sowie die Europastraße 55 / Staatsstraße 3 von Tábor nach Soběslav. Anderthalb Kilometer östlich der Stadt liegt über dem Tal des Kozský potok die Ruine der Burg Kozí Hrádek. Nordöstlich befindet sich der Sportflugplatz Tábor (LKTA).
Nachbarorte sind Tábor im Norden, Zárybničná Lhota im Nordosten, Červený Dvůr und Turovec im Osten, Planá nad Lužnicí im Süden, Lhota Samoty und Zhoř u Tábora im Südwesten, Radimovice u Želče, Dolejšův Dvůr und Větrovy im Westen sowie Čelkovice im Nordwesten.

## Geschichte

### Alte Stadt
Die erste urkundliche Erwähnung des Ortes erfolgte unter dem Namen de Auzt im Jahre 1262, als ein Kloster der Dominikaner an der Mündung des Kozský potok in die Lainsitz genannt wurde. Ab 1322 befand sich der Ort im Besitz der Familie Sezema de Vsk aus dem Geschlecht der Witigonen. Ab 1419 ist der Beiname Ústí Sezemova überliefert. Ústí hatte sich zu einem Städtchen in Erbuntertänigkeit entwickelt, in dem neben dem Kloster Auzt noch eine römisch-katholische Kirche, ein Pfarramt, der Herrenhof und ein Armenspital entstanden sind. Am linken Lainsitzufer entwickelte sich die Neustadt Ústí (Nové Město). Zur Stadt gehörten noch zwei Vorstädte.
Seit 1377 lässt sich die östlich gelegene Burg Kozí Hrádek (dt.: Ziegenburg) nachweisen, als deren erster Besitzer Vlček z Kozího genannt wurde. Die weitere Geschichte von Burg und Stadt ist eng verknüpft. Die Besitzer der Herrschaft Jan und Ctibor z Ústí gewährten von 1413 bis 1414 Jan Hus Unterschlupf, der dann zur Burg Krakovec weiterreiste. Die Burg Kozí Hrádek wurde 1438 durch Albrecht II. niedergebrannt und blieb wüst.
Die Stadt wurde zu einem Zentrum der Hussiten, die sich hier Ende Februar 1420 sammelten. Wegen der sehr ungünstigen strategischen Lage von Ústí zogen die Hussiten wenig später nach Norden auf die alte Burgstätte des Berges Tabor, wo sie die neue Stadt Tábor gründeten. Die alte Stadt Sezimovo Ústí wurde angezündet und niedergebrannt. Später wurde auf der Wüstung ein Vorwerk errichtet, das im 17. Jahrhundert den Namen Starý Tábor erhielt.

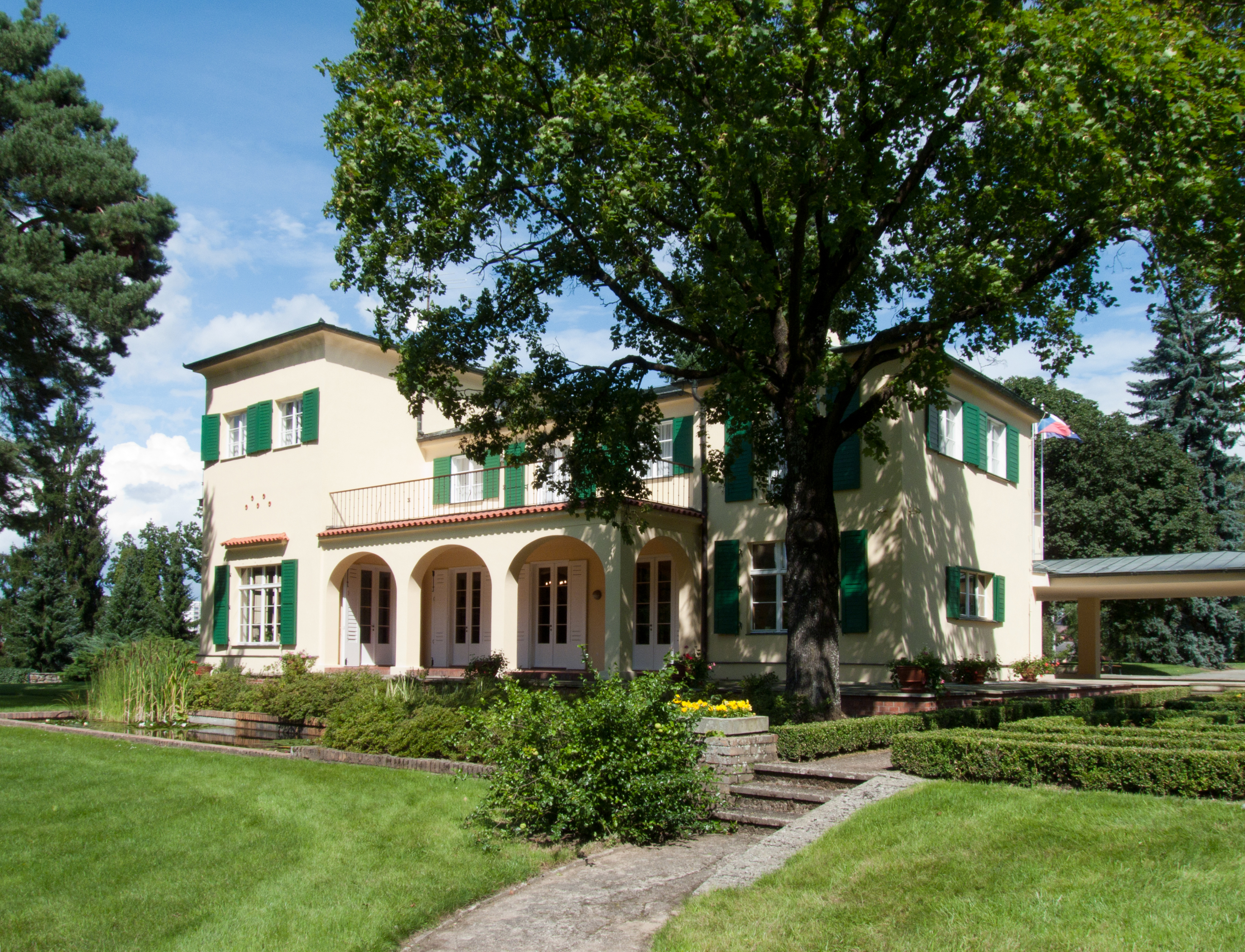
Beneš-Villa

### Neue Stadt
Zwischen 1827 und 1828 ließ der Kantor Antonín Svatoš aus Tábor an der Stelle der alten Stadt wieder eine Siedlung anlegen, die zuerst den Namen Svatošov trug. Sie wuchs im Laufe der Jahre zu einer Stadt an und erhielt wieder den ursprünglichen Namen Sezimovo Ústí.
Mit dem Bau der Eisenbahnen von Prag nach Budweis und Wien erhielt Sezimovo Ústí 1869 einen Bahnanschluss. Zu dieser Zeit lebten in Sezimovo Ústí 946 Menschen.
In den 1930er-Jahren vergrößerte sich die Stadt und es entstand südöstlich an der Bahn der heutige Stadtteil Sezimovo Ústí II, der in seinen Anfangsjahren eher einem vorstädtischen Campingplatz glich. Zu den häufigen Gästen in der Stadt gehörten der tschechoslowakische Präsident Edvard Beneš und sein Bruder Vojta Beneš, die gern in der Soukenický Mlýn zu Gast waren. Präsident Beneš ließ sich von 1930 bis 1931 durch den Architekten Petr Kropáček eine repräsentative Villa im Provencestil an der Mündung des Kozský potok in die Lainsitz errichten.
Ab 1939 entstand die Siedlung Sezimovo Ústí II auf den Fluren des früheren städtischen Hofs Velký Dvůr durch das Unternehmen Bata.
Die größte Bevölkerungszahl in ihrer Geschichte hatte Sezimovo Ústí im Jahre 1980 mit 8885 Einwohnern.

## Sehenswürdigkeiten
- Burg Kozí Hrádek
- Naturdenkmal Luna
- Edvard-Beneš-Villa mit Gedenkstätte
- Kirche der Erhebung des Hl. Kreuzes, errichtet 1835

## Stadtgliederung
Für die Stadt Sezimovo Ústí sind keine Ortsteile ausgewiesen. Sie besteht aus den Ortslagen Sezimovo Ústí I und II.

## Persönlichkeiten

### Söhne und Töchter der Stadt
- Václav Kaplický (1895–1982), Dichter
- Jiří Kaloč (* 1943), akademischer Maler
- František Němec (* 1943), Schauspieler
- Bohumil Cepák (1951–2021), Handballtorwart

### In der Stadt wirkten und lebten
- Jan Hus lebte von 1413 bis 1414 auf Kozi Hrádek
- Edvard Beneš war mehrfach Gast in Sezimovo Ústí, ließ sich 1930–1931 eine Villa errichten und weilte dort nach der Rückkehr aus dem Exil des Öfteren mit seiner Frau zur Erholung, wo er 1948 auch verstarb.

## Partnergemeinde
- Thierachern in der Schweiz